# Piscine olympique d'Ampisikina
La piscine olympique d'Ampisikina est le futur site aquatique initialement prévu pour accueillir des épreuves sportives dans le cadre des Jeux des îles de l'océan Indien 2023. Cependant le retard de la livraison de l'infrastructure contraint les organisateurs à opter pour la piscine du complexe de Vontovorona. Il est situé dans le quartier d'Ampisikina à Mahajanga.

## Configuration des bassins
En configuration dite olympique, le CAA accueillera un bassin de 50 x 25 m, un bassin de plongeon de 22,20 m x 25 m et 1 000 places brutes de tribunes.